# Oliver Zaugg
Oliver Zaugg (Lachen, 9 maggio 1981) è un ex ciclista su strada svizzero, professionista dal 2004 al 2016. Scalatore, vinse il Giro di Lombardia 2011.

## Carriera
Inizia la carriera professionistica nel 2004 con la Saunier Duval-Prodir di Mauro Gianetti, vestendo la maglia di tale squadra fino al 2006. Nelle due stagioni successive gareggia invece per il team Gerolsteiner, mentre dal 2009 al 2010 veste la divisa della Liquigas, lavorando generalmente come gregario nelle frazioni di montagna.
Nel 2011 si accasa al neonato Team Leopard-Trek. In stagione vince prima la cronosquadre di apertura della Vuelta a España e poi, nell'ottobre dello stesso anno, ottiene il suo primo e unico successo in carriera, al Giro di Lombardia, ultima classica monumento della stagione, portando l'attacco decisivo sulla salita di Villa Vergano a 10 km dalla conclusione.
Nel 2013 si trasferisce al Team Saxo-Tinkoff diretto da Bjarne Riis, ma non coglie successi. Nel 2016 è tra le file della IAM Cycling: è questa la sua ultima stagione da professionista, conclude infatti la carriera a fine settembre in occasione del Giro di Lombardia 2016.

## Palmarès
- 2011 (Team Leopard-Trek, una vittoria)

Giro di Lombardia

### Altri successi
- 2010 (Liquigas-Doimo)

1ª tappa, 2ª semitappa Settimana Internazionale di Coppi e Bartali (Riccione, cronosquadre)
- 2011 (Team Leopard-Trek)

1ª tappa, Vuelta a España (Benidorm, cronosquadre)

## Piazzamenti

### Grandi Giri
- Giro d'Italia

2004: 47º
2005: ritirato
2007: ritirato
2011: non partito (5ª tappa)
2012: 56º
- Vuelta a España

2007: 15º
2008: 11º
2009: 70º
2010: 51º
2011: non partito (18ª tappa)
2013: 37º
2014: 23º

### Classiche monumento
- Milano-Sanremo

2006: ritirato
- Liegi-Bastogne-Liegi

2004: 103º
2005: ritirato
2007: 92º
2008: 26º
2013: 111º
2016: 142º
- Giro di Lombardia

2004: ritirato
2006: 28º
2007: 20º
2009: 19º
2011: vincitore
2012: 8º
2014: 63º
2016: ritirato

### Competizioni mondiali
- Campionati del mondo

Salisburgo 2006 - In linea Elite: 102º
Varese 2008 - In linea Elite: 50º
Mendrisio 2009 - In linea Elite: 28º
Limburgo 2012 - In linea Elite: ritirato
Toscana 2013 - In linea Elite: ritirato

## Riconoscimenti
- Ciclista svizzero dell'anno nel 2011